# Druyvesteyn (geslacht)

Familiewapen van Druyvesteyn

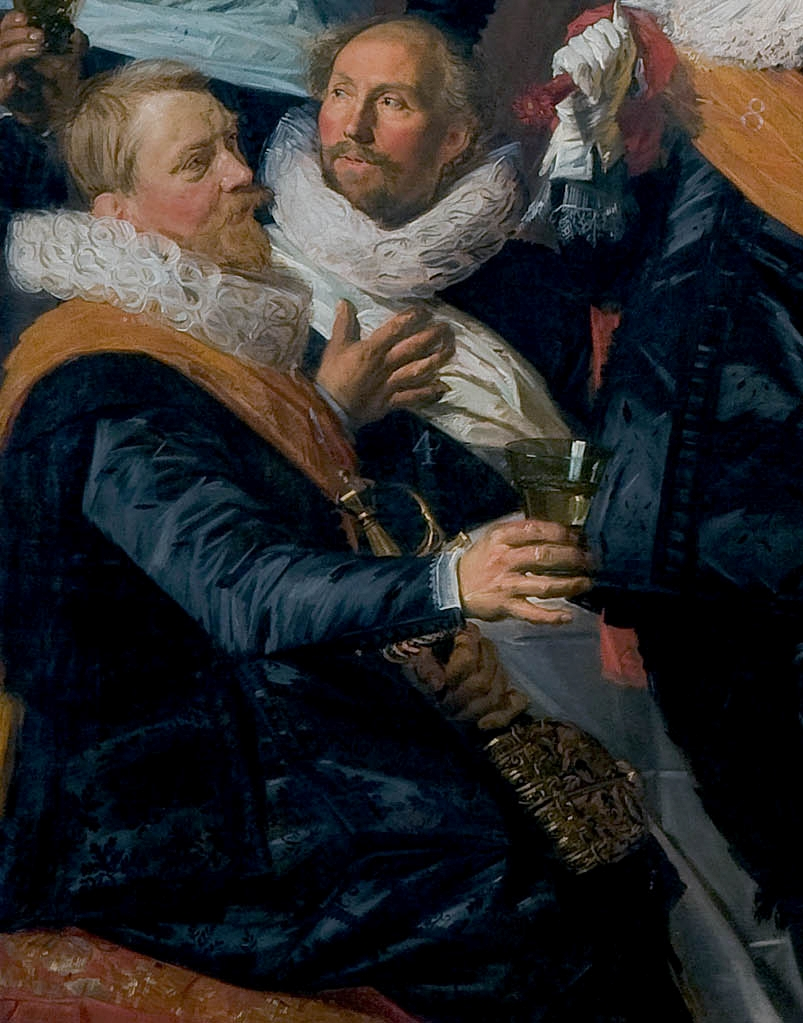
Aernout Druyvesteyn (1577-1627) op een schilderij van Frans Hals

Druyvesteyn (ook: Druijvesteijn) is een Nederlands adellijk en patricisch geslacht dat vele bestuurders van Haarlem leverde.

## Geschiedenis
De geregelde stamreeks begint met Dirk Jansz. in de Druyf, eigenaar van brouwerij De Druyf te Haarlem en in die plaats overleden in 1612. Zijn kleinzoon Aernout (1577-1627) nam de naam Druyvesteyn aan, was enkele malen burgemeester van Haarlem maar was ook kunstschilder. Frans Hals schilderde een portret van hem. Al zijn volgende nakomelingen tot in de achtste generatie waren jurist en zetelden in het bestuur van Haarlem. In 1816 werd Jan Willem Druyvesteyn, lid van de tiende generatie, verheven in de Nederlandse adel en verkreeg zo het predicaat jonkheer. In 1960 stierf de adellijke tak uit. De familie werd ook opgenomen in het genealogische naslagwerk Nederland's Patriciaat; de patricische tak leeft nog voort.

## Bekende telgen
- Dirk Jansz. in de Druyf, brouwer, overleden Haarlem 1612
  - Jan Dirkszn. in de Druyff (Druyvesteyn), geboren circa 1536, officier schutterij van Haarlem, aalmoezenier aldaar, begraven Haarlem 1602
    - Aernout Druyvesteyn (1577-1627), brouwer, burgemeester van Haarlem, kunstschilder
      - mr. Jacob Druyvesteyn (1612-1691), onder andere burgemeester van Haarlem; bewindhebber van de VOC; trouwde met een dochter van Josephus Coymans
        - mr. Aernout Druyvesteyn (1641-1698), onder andere burgemeester van Haarlem; de opera Ariberto e Flavio van de Venetiaanse componist Carlo Ambrogio Lonati werd in 1685 aan hem opgedragen;[1] trouwde met Jacoba Sophia (1640-1714), dochter van Johan Huydecoper van Maarsseveen en weduwe van Guillelmo Bartolotti van den Heuvel (1638-1674)
          - mr. François Druyvesteyn (1672-1704), onder andere schepen van Haarlem
            - mr. François Aernout Druyvesteyn (1703-1748), onder andere schepen van Haarlem
              - mr. François Constantijn Druyvesteyn (1729-1767), onder andere schepen van Haarlem
                - mr. François David Constantijn Druyvesteyn (1758-1803), lid van de raad van Alkmaar
                  - François Constantijn Willem Druyvesteyn (1782-1859), lid Tweede Kamer der Staten-Generaal
                    - Cornelis Druyvesteyn (1830-1903)
                      - ir. Willem Frederik Druyvesteyn (1866-1923), hoofdingenieur Rijkswaterstaat
                        - prof. dr. Mari Johan Druyvesteyn (1901-1995), hoogleraar theoretische en toegepaste natuurkunde aan de Technische Universiteit Delft
                        - Cornelia Adriana Johanna Druyvesteyn (1907-1957); tr. 1928-1935 ir. Frederik Christiaan Matthias Vogels (1903-1971), directeur Telefoondienst Amsterdam
                          - Frida Vogels (1930), vertaalster en letterkundige

                - Jan Willem Druyvesteyn (1759-1806), onder andere schepen van Haarlem
                  - jhr. Jan Willem Druyvesteyn (1786-1857), onder andere lid raad van Haarlem, in 1816 verheven in de Nederlandse adel en stamvader van het in 1960 uitgestorven adellijke geslacht Druyvesteyn